# Chiesa di San Pietro a Patierno
La chiesa di San Pietro a Patierno è una delle chiese storiche di Napoli; è sita in zona periferica nel quartiere di San Pietro a Patierno, in piazza Guarino n. 1.

## Storia
L'edificio di culto fu elevato a Santuario Eucaristico Diocesano dal cardinale Ursi, durante il secondo centenario del miracolo accaduto nel 1772, a San Pietro a Patierno. Il miracolo consisteva nel furto di alcune ostie consacrate e ritrovare, tempo dopo, sotto del letame; il tutto, coronato anche da misteriosi bagliori e luci. Tale avvenimento fu ritenuto veritiero, in quanto passato sotto gli occhi attenti della Chiesa e dei pareri scientifici, come ad esempio quello di Domenico Cotugno.
Tecnicamente, le ostie, riscontrate in quelle condizioni, sarebbero dovute essere ormai decomposte, situazione non verificatasi, poiché furono appunto ritrovate del tutto integre.

## Architettura
La conformazione attuale della chiesa riguarda l'ultimo rimaneggiamento settecentesco. L'edificio, a navata unica e quattro cappelle laterali, è sovrastato da una cupola ellittica caratterizzata da pregevoli affreschi di Vincenzo Galloppi raffiguranti la Gloria dei Santi e, nelle lunette, i Quattro Evangelisti.
La chiesa è composta da pregevoli altari settecenteschi in marmi policromi, uno per ogni cappella: anche la balaustra risulta composta dallo stesso materiale.
Oltre alle già citate opere, va ricordato anche un quadro rappresentante il Giglio e un gruppo ligneo di Sant'Anna e Maria bambina.

## Organo a canne
Il giorno 10 agosto del 1922, fu inaugurato e collaudato un organo commissionato dal parroco Francesco Dottore Barbato nella chiesa dell’omonimo quartiere situato nell’area orientale di Napoli. 
Le trattative per lo strumento erano iniziate con la presentazione di un primo progetto nell'anno 1916, nel quale il costruttore Giuseppe Rotelli di Cremona aveva chiesto una somma totale pari a £ 10.500, che includevano: spese personali, gli imballaggi, materiali d’impianto, falegname d’aiuto, con lavori da fabbro – ferraio, più cibarie ed alloggio. 
Lo strumento a trasmissione pneumatico tubolare, ha due tastiere di 58 tasti ciascuna (Do1 – La5), disposte su una consolle rivoltata, disposta adiacente alla cassa. Possiede n. 1.068 canne; 18 sono i registri. 
La cassa fu costruita dai F.lli Giacomo Bormetti di Ponte di Legno, situata su una cantoria sopra la porta d’ingresso realizzata da Giuseppe Vitale e dai suoi discepoli. 
I mantici secondo la proposta iniziale del Rotelli dovevano essere azionati dal tradizionale sistema rotativo, si decise comunque di montare il sistema rotativo a puleggia, ma di alimentarli principalmente tramite un funzionale elettroventilatore “Ventus” (ancora ben conservato) (Appendice I – Figura 13), costruito dalla Ditta tedesca «August Laukhuff Weikerscheim».
A carico del committente Rotelli scrive infatti: «[…] soltanto l’aiuto di un ragazzo il quale servirà anche da alzamantici al tempo dell’accordatura, le spese di trasporto materiale organo dalla Stazione di Napoli a S. Pietro, e lavori di accordatura, se ci sarà bisogno». 
Il progetto ed il prezzo furono modificati in data 05 ottobre 1921, arrivando alla cifra di £ 42.000. 
Secondo la scrittura privata il pagamento doveva essere soddisfatto nel seguente modo: £ 4.000 alla stipula del contratto; altre quattromila nel corso della costruzione; £ 7.000 nel luglio del 1922, le rimanenti lire ventiquattromila, con pagamento in cinque anni.
L’organo di San Pietro a Patierno fu collaudato il 10 agosto del 1922 alle ore 17:00, anche se con circa due mesi di ritardo (il contratto prevedeva la consegna ultimata il 25 giugno 1922, in occasione dei festeggiamenti del Santo Patrono, il 29 di giugno). Tale ritardo di consegna è testimoniato dallo stesso Giuseppe Rotelli in una sua corrispondenza nella quale già avanza anticipi in denaro: «Napoli, 6 luglio 1922 […] a San Pietro a Patierno i lavori sono in ritardo, e seppi essere venuti i falegnami Fratelli Bormetti, e perciò si saranno messi già al lavoro. Mi sta a cuore rincasare per vedere a qual punto sono da voi i lavori. Mi rincresce quindi non aver potuto arrivare in tempo per somministrare ai detti del denaro. Sono perciò a pregarla a volerci consegnare £.1000 per mio conto, ed appena ritornerò, che sarà fra circa dodici giorni, ne farò regolare ricevuta». Prima del concerto inaugurale e di collaudo ci fu un discorso d’occasione del Padre gesuita Giovanni Aromatisi. 
All’organo sedeva il maestro Gaetano Errico Pennino di Secondigliano che eseguì due suoi brani: 
Te Deum – Toccata, seguiti da Guilmant: Invocazione; da M. E. Bossi: Canzoncina a Maria Vergine; da C. M. Widor: Andante cantabile – Finale. 
Allo stato attuale l'organo risulta non funzionante.